# セントラルドグマ

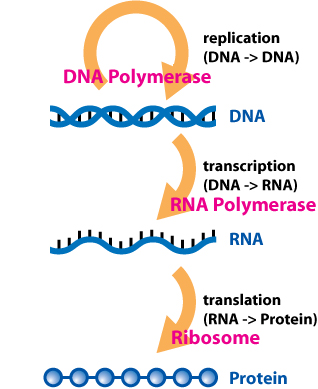
セントラルドグマの流れ。DNAポリメラーゼによって複製されたDNAは、RNAポリメラーゼによって転写されてRNA (mRNA) が合成され、転写されたRNAはリボソームに結合して翻訳され、たんぱく質が合成される

セントラルドグマ（英: central dogma）とは、遺伝情報が「DNA→（転写）→mRNA→（翻訳）→タンパク質」の順に伝達される、という、分子生物学の概念である。フランシス・クリックが1958年に提唱した。この概念は細菌からヒトまで、原核生物・真核生物の両方に共通する基本原理だとされた。中心教義、中心命題、中心ドグマとも。
セントラルとは中心、ドグマとは宗教における教義のことであり、セントラルドグマは、「分子生物学の中心原理」または「生物学の中心教義」と呼ばれることがある。

## 遺伝情報の発現
真核生物におけるセントラルドグマの過程は次のとおりである。まず、RNAポリメラーゼIIの働きにより、DNAの遺伝情報はmRNAに転写される。次に、mRNAが核膜の孔を通って核から細胞質基質に出ると、細胞質基質中のリボソームに結合する。リボソームにおいては、アミノ酸を運んできたtRNAが、mRNAの3つずつの塩基配列（コドン）に対応して結合し、運ばれてきたアミノ酸が繋がってペプチドを作る。RNAからタンパク質を作ることを翻訳と呼ぶ。この、DNAからタンパク質が出来る流れの概念がセントラルドグマである。
通常、遺伝情報はこのようにDNAからタンパク質に一方的に伝達され発現するのであるが、例外がある。RNAを遺伝子としているウイルスの一部（レトロウイルス）は、宿主細胞内でRNAをDNAに変換するセントラルドグマの逆反応を行う。その後に、セントラルドグマに従ってDNAからRNAの転写を経てタンパク質へ翻訳され、ウイルスが作成される。

## 遺伝情報の複製
生物の遺伝情報はゲノムDNAに保存されている。生物の基本単位である細胞が同じ遺伝情報を持った二つの細胞に分裂するためには、細胞が分裂する前に親細胞と同じ遺伝情報をもう一揃え合成する必要がある。この遺伝情報の複製はDNA複製によって行われる。また親から子への遺伝もDNA複製によって行なわれるが、有性生殖を行う生物は減数分裂によって染色体の選択が行われた接合子が接合する事で両親の遺伝情報の半分ずつを受け継ぐ。
複製は 極めて高い精度で行われるが、それでも10-9程度の割合で合成ミスが起こる。また紫外線や放射線、化学物質によってDNAが傷つき、突然変異が生じることもある。

## 関連映像
- 理化学研究所オミックス基盤研究領域 「HD セントラルドグマ -synra editon- 日本語ナレーション版 - YouTube」 2008年（CGムービー)
- 理化学研究所ゲノム科学総合研究センター遺伝子構造・機能研究グループ 「セントラルドグマ ～ゲノム情報からタンパク質ができるまで～ / The Central Dogma - YouTube」 2007年（CGムービー)